# Playing Possum (Carly Simon)
Playing Possum è un album di Carly Simon, pubblicato dalla Elektra Records nell'aprile del 1975.

## Tracce
Brani composti da Carly Simon, eccetto dove indicato
Lato A
1. After the Storm – 2:46
2. Love Out in the Street – 3:59
3. Look Me in the Eyes – 3:33
4. More and More – 4:02 (Marc Rebennack (Dr. John), Alvin Robinson)
5. Slave – 3:51 (Carly Simon, Jacob Brackman)

Lato B
1. Attitude Dancing – 4:00 (Carly Simon, Jacob Brackman)
2. Sons of Summer – 3:05 (Billy Menrit)
3. Waterfall – 3:32
4. Are You Ticklish – 2:26
5. Playing Possum – 3:57

## Formazione
- Carly Simon - voce, cori, pianoforte, chitarra acustica
- Lee Ritenour - chitarra elettrica, mandolino
- Klaus Voormann - basso
- Andrew Gold - batteria, chitarra, tamburello
- Alan Estes - percussioni
- James Newton Howard - sintetizzatore, ARP, pianoforte, Fender Rhodes
- Fred Staehle - percussioni
- Ringo Starr - batteria
- Jeff Baxter - chitarra
- Willie Weeks - basso
- Billy Mernit - pianoforte, Fender Rhodes
- Sneaky Pete Kleinow - pedal steel guitar
- Irving Cottler - batteria
- Eddie Bongo Brown - congas
- Joe Mondragon - basso
- Jim Gordon - batteria
- Emil Richards - percussioni
- Perry Botkin Jr. - trombone, clarinetto
- Trevor Lawrence - sax alto
- Derrek Van Eaton - flauto
- Lon Van Eaton - clarinetto, sitar
- Tommy Morgan - armonica
- Rita Coolidge, Carole King, Ken Moore, Vini Poncia, Maxine Willard, Rodney Richmond, Clydie King, Julia Tillman Waters, Carolyne Willis, Abigale Haness - cori